# میرکو ووچینیچ
میرکو ووچینیچ (به انگلیسی: Mirko Vučinić، به مونته‌نگرویی:Mиpкo Bучинић) (زادهٔ ۱ اکتبر ۱۹۸۳) بازیکن فوتبال و مهاجم مونته‌نگرویی است. او اصالتاً اهل شهر نیکشیچ است. ووچینیچ فعالیت خودش را با بازی در تیم‌های محلی آغاز کرد. پس از مدتی توجه «پانتالئو کاروینو» مدیر لچه ایتالیا را به خود جلب کرد و در تابستان ۲۰۰۰ به این تیم پیوست. بین سال‌های ۲۰۰۰ و ۲۰۰۶ (زمانیکه این تیم از سری آ به سری بی منتقل شدند) میرکو برای تیم لچه توپ می‌زد. فعالیت مؤثر او برای این تیم در فصل ۲۰۰۵–۲۰۰۶ بود که در سن ۲۱ سالگی، ۱۹ گل را در ۲۸ مسابقه به ثمر رساند (در سری آ).
در میادین ملی او در تیم ملی زیر ۲۱ سال صربستان و مونته‌نگرو بازی کرد که در این تیم سه گل را به ثمر رساند. بدلیل آسیب‌دیدگی، از همراهی صربستان و مونته‌نگرو در جام جهانی ۲۰۰۶ بازماند. پس از استقلال صربستان از مونته‌نگرو در سال ۲۰۰۶، او بازی در تیم ملی مونته‌نگرو را برگزید. او در مسابقات مقدماتی جام جهانی ۲۰۱۰ مونته‌نگرو شرکت کرد و دو گل را به ثمر رساند. همچنین ووچینیچ دو گل را در مسابقات مونته‌نگرو در مرحله مقدماتی جام ملت‌های اروپا ۲۰۱۲ به ثمر رساند. ووچینیچ بین سالهای ۲۰۱۴-۲۰۱۶ برای الجزیره امارات توپ زده است.